# 웨스트민스터

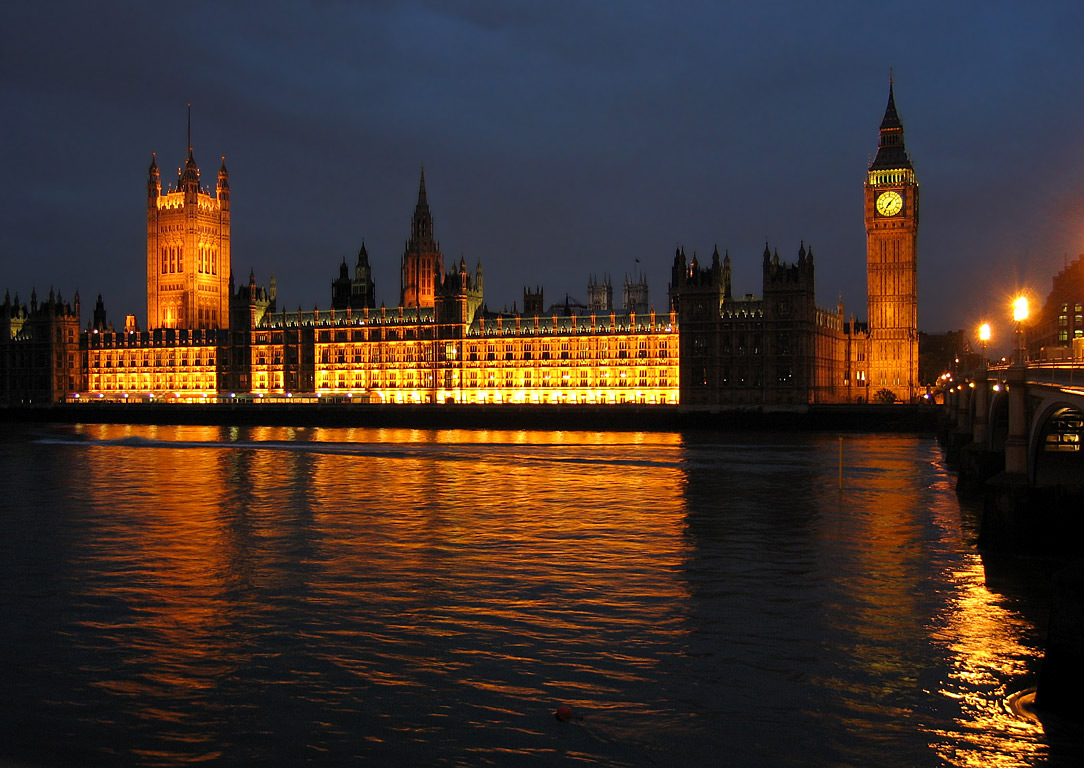
웨스트민스터 궁전의 야경.

웨스트민스터(Westminster)는 런던의 중심 지역으로, 템스강의 북쪽 강둑, 금융 중심지인 시티 오브 런던과 번화가 채링 크로스의 남서쪽에 위치해 있다.
'웨스트민스터'라는 이름은 성 베드로 특수교회 및 수도원 교회 (웨스트민스터 성당)의 별칭에서 유래한 것으로, 직역하면 런던 시의 서쪽이라는 의미다. 참고로 종교 개혁 이전까지는 런던 시 동부의 미너리즈 교구 (성 삼위일체 수도원)를 '이스트민스터'라 부르기도 했다. 웨스트민스터 성당은 에드워드 참회왕이 지금의 자리에 지었으며 왕궁의 일부였다. 약 1200년경 (플랜태저넷 가 시대)부터는 잉글랜드 정부 청사로 쓰여왔으며 현재는 영국 정부 청사로서 국왕의 즉위식이 열린다.
영국 정치에서 '웨스트민스터'라 하면 영국 의회를 가리키는 경우가 많다. 영국 의회가 국회의사당으로 삼는 웨스트민스터 궁전이 자리해 있기 때문이다. 웨스트민스터 궁전은 유네스코 세계유산으로도 지정되어 있다. 또 주요 정부기관이 밀집한 이른바 화이트홀 구역도 이곳에 위치해 있어 웨스트민스터는 영국 정부의 심장부나 다름없다고 할 수 있다.
한편, 웨스트민스터와 가장 가까운 런던 지하철역으로는 웨스트민스터 역과 세인트 제임스 파크 역이 있으며 이들 역으로 주빌리 선, 서클 선, 디스트릭트 선이 지나간다. 지역 내에 위치한 웨스트민스터 학교는 웨스트민스터 성당 부속에서 발전해 나온 학교로 영국의 대표적인 공립학교이며, 웨스트민스터 대학교는 2만 명의 학생이 통학하는 지역 대학교이다. 웨스트민스터 북쪽에 딸려 있는 그린 공원은 런던의 왕립 공원 중 하나다.